# Maug Islands
Maug Islands – trzy wyspy, które otaczają kalderę starożytnego wulkanu. Pozostają niezamieszkane, będąc częścią okręgu administracyjnego Northern Islands Marianów Północnych.
| Wyspa           | Obszar (km²) | Wysokość (m) |
| --------------- | ------------ | ------------ |
| Wyspa Północna  | 0,466        | 227          |
| Wyspa Wschodnia | 0,951        | 215          |
| Wyspa Zachodnia | 0,711        | 178          |
| Łącznie         | 2,128        | 227          |

Strome klify otaczające wyspy oraz przestrzeń wysp północnej i wschodniej zdominowana jest kolumnami bazaltowymi przypominającymi nagrobki. Roślinność to głównie trawy oraz nieliczne palmy kokosowe.
Podczas II wojny światowej Maug Islands były siedzibą japońskiej stacji pogodowej.